# Лесбек батыр
Лесбек батыр (каз. Лесбек батыр, до 2021 г. — Кызыласкер) — село в Келесском районе Туркестанской области Казахстана. Входит в состав Актобинского сельского округа. Код КАТО — 515437600. Расположено в 70 км к юго-западу от районного центра, города Сарыагаш, на правом берегу реки Келес.

## Население
В 1999 году население села составляло 3253 человека (1627 мужчин и 1626 женщин). По данным переписи 2009 года в селе проживало 3918 человек (1937 мужчин и 1981 женщина).

## История
Село основано в 1928—1929 годах. Было центром хозяйства им. Г. Муратбаева и Актобинского сельского совета. В 1997 году на его основе созданы крестьянские хозяйства.